# Giuseppe Grassi (1943)
|  | No confondre amb el també ciclista Giuseppe Grassi |

Giuseppe Grassi (Bariano, província de Bèrgam, 15 de febrer de 1943) va ser un ciclista italià amateur, especialitzat en el mig fons. Va guanyar el Campionat del món d'aquesta modalitat el 1968.
En cop retirat va emigrar a Mèxic on va fer d'entrenador entre altres de Nancy Contreras i Belem Guerrero.
La seva filla Giuseppina també s'ha dedicat al ciclisme.

## Palmarès
- 1968
  -  Campió del món de mig fons amateur